# Coenagrion vanbrinkae
Coenagrion vanbrinkae är en trollsländeart som beskrevs av Lúcia Garcez Lohmann 1993. Coenagrion vanbrinkae ingår i släktet blå flicksländor, och familjen sommarflicksländor. IUCN kategoriserar arten globalt som otillräckligt studerad. Inga underarter finns listade i Catalogue of Life.